# خيلانيات
الخيلانيات (الاسم العلمي: Sirenia) ثدييات بطيئة ومنطوية ظهرت أول مرة في العصر الآيوسيني المبكر وتعيش في المياه الاستوائية وشبه الاستوائية تمتلك أجساما ضخمة وسميكة ويتوفر منهم 5 أنواع حية وبعض أنواعها منقرضة مثل بقر البحر النجمي. تتغذى على الطحالب والأسماك الصدفية والميتة.
تنمو حيوانات الخيلانيات إلى ما بين 2.5 و 4 أمتار (8.2 و 13.1 قدمًا) في الطول و 1500 كيلوغرام (3300 رطل) في الوزن. كانت بقرة البحر التاريخية ستيلر أكبر سمكة صفراء عاشت على قيد الحياة، ويمكن أن تصل أطوالها إلى 10 أمتار (33 قدمًا) ووزنها من 5 إلى 10 أطنان (5.5 إلى 11.0 طنًا قصيرًا).
تمتلك الخيلانيات جسمًا مغزليًا كبيرًا لتقليل السحب عبر الماء. لديهم عظام ثقيلة تعمل كثقل موازنة لمقاومة طفو دهونهم. لديهم طبقة رقيقة من الجلد وبالتالي فهي حساسة لتقلبات درجات الحرارة، والتي تسبب الهجرات عندما تنخفض درجة حرارة الماء بشكل منخفض للغاية. إن صفارات الإنذار بطيئة الحركة، وعادة ما تتحرك بسرعة 8 كيلومترات في الساعة (5.0 ميل في الساعة)، لكنها يمكن أن تصل إلى 24 كيلومترًا في الساعة (15 ميلًا في الساعة) في دفعات قصيرة. يستخدمون شفاههم القوية لإزالة الأعشاب البحرية، ويستهلكون 10-15٪ من وزن الجسم يوميًا.